# コニー・ヘデゴー
コニー・ヘデゴー（デンマーク語: Connie Hedegaard、1960年9月15日 - ）は、デンマークの政治家。環境大臣や欧州委員会委員を歴任した。

## 概要

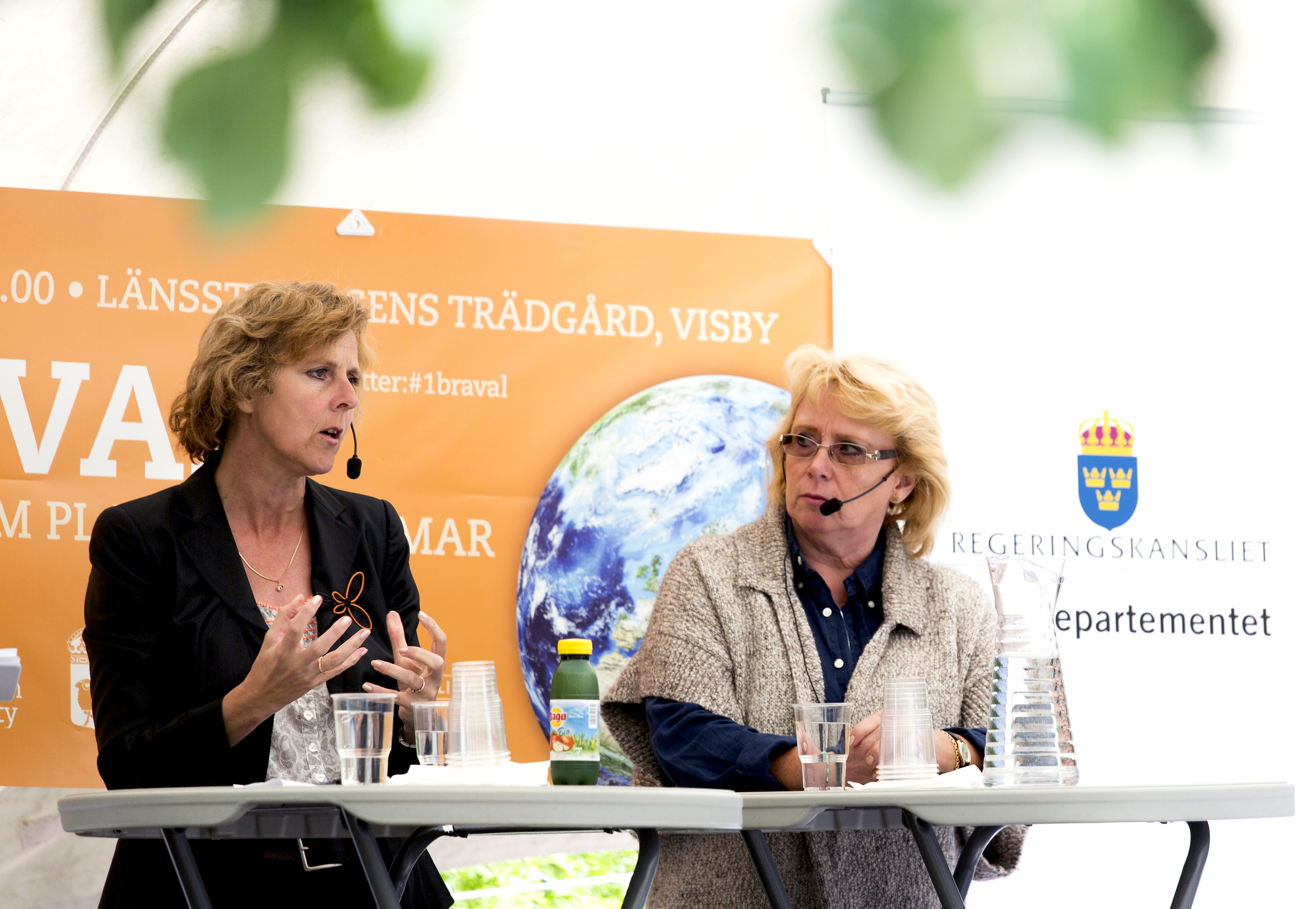
スウェーデンのレナ・エク環境大臣と（2013年7月1日）

コペンハーゲン出身。コペンハーゲン大学卒業。1991年に文学と歴史学の修士号を修得。23歳で最年少国会議員として当選。その後はテレビキャスター、ジャーナリストに転身後、再び政界に戻る。2004年、アナス・フォー・ラスムセン政権の環境大臣として初入閣。以降、環境分野の主要ポストを歴任する。2009年にコペンハーゲンで開催された第15回気候変動枠組条約締約国会議 (COP15) では議長に選出されるも、1週間で解任となった。
2010年2月に発足した第2次バローゾ委員会に気候変動担当委員として入り、2014年10月31日の任期満了まで在任した。